# Gare de Hemmen-Dodewaard
La gare de Hemmen-Dodewaard (en néerlandais station Hemmen-Dodewaard) est une gare néerlandaise située à Hemmen, dans la province de Gueldre. Elle dessert les villages de Hemmen et de Dodewaard.
La gare est située sur la ligne Merwede-Linge (rivière), dans les provinces de la Hollande-Méridionale et le Gueldre, sur le trajet reliant Dordrecht à Elst via Geldermalsen.
Les trains s'arrêtant à la gare de Hemmen-Dodewaard font partie du service assuré par la compagnie Arriva reliant Tiel à Arnhem via Elst.